# Маннанов, Ильдар Маннанович
Ильда́р Манна́нович Манна́нов (10 марта 1921 года, с. Буляк ныне Муслюмовский район Татарстана — 18 мая 2010 года, Набережные Челны) — Герой Советского Союза (1941).

## Биография
После окончания семилетней школы и курсов комбайнёров работал в МТС в Актанышском районе ТатАССР.
В РККА с 1940 года. С августа 1941 года на фронте в рядах 127-го лёгкого артиллерийского полка (65-я стрелковая дивизия, 4-я отдельная армия).
В ноябре 1941 года отличился в бою под городом Тихвин Ленинградской области. Во время атаки пехоты и танков противника был ранен, из расчёта в живых остался один, но продолжал сражаться и подбил несколько танков противника. За этот подвиг удостоен звания Героя Советского Союза.
После демобилизации окончил техникум советской торговли, работал в системе потребительской кооперации «Центросоюз».
С 1963 года жил в городе Набережные Челны. С 1981 года был на пенсии.
Похоронен в городе Набережные Челны на Мусульманском погосте Орловского кладбища.

## Звания и награды
- Герой Советского Союза (17.12.1941, медаль «Золотая Звезда» № 873)[1][2];
- Орден Ленина (17.12.1941)[1];
- Орден Отечественной войны 1-й степени (06.04.1985)[3];
- Медаль «За отвагу» (26.01.1943)[4];
- медали

- Почётный гражданин города Тихвина.
- Почётный гражданин Муслюмовского района Татарстана.

## Память
- Мемориальная доска в память о Маннанове установлена Российским военно-историческим обществом на здании Уразметьевской средней школы Муслюмовского района, где он учился.
- Мемориальная доска и артиллерийское орудие установлены на въезде в г. Тихвин на том месте где был совершен подвиг.
- Бюст на аллее славы в Парке Победы г. Набережные Челны